# Kazimieras Steponas Šaulys

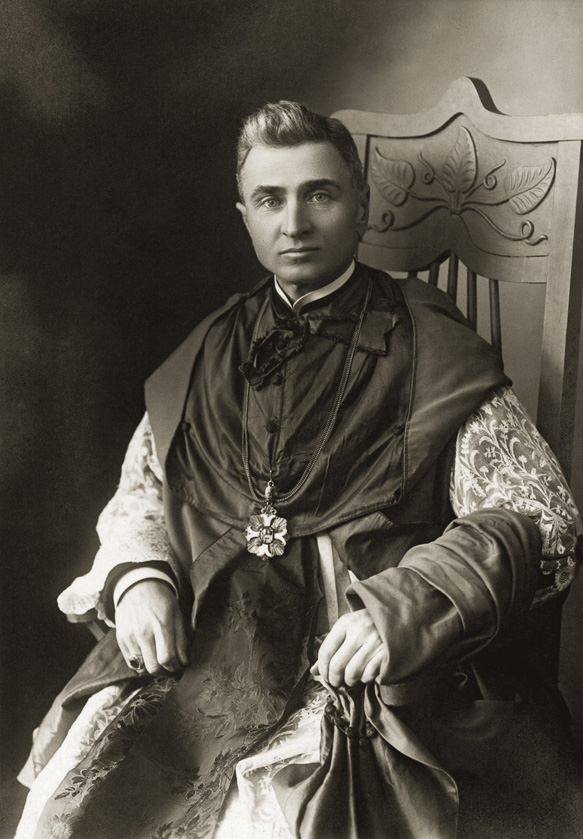
Kazimieras Steponas Šaulys

Kazimieras Steponas Šaulys áudioⓘ (1872-1964) foi um padre católico e teólogo lituano, e um dos vinte signatários da Declaração de Independência da Lituânia em 1918.
Após a invasão soviética da Lituânia em 1944, mudou a sua residência para Lugano, Suíça, onde morreu em 9 de maio de 1964.